# Thesium libericum
Thesium libericum är en sandelträdsväxtart som beskrevs av Hepper & Keay. Thesium libericum ingår i släktet spindelörter, och familjen sandelträdsväxter. Inga underarter finns listade i Catalogue of Life.